# Glasfachschule NRW
Die Glasfachschule NRW – Berufskolleg . Glas . Technik . Medien . Design (früher: Staatliches Berufskolleg Glas, Keramik, Gestaltung des Landes Nordrhein-Westfalen Rheinbach) ist ein Qualifizierungszentrum des Bundeslandes Nordrhein-Westfalen in Rheinbach bei Bonn für Glasberufe des Handwerks und der Industrie und für Mediendesign. Das Berufskolleg ist zertifizierte Europaschule mit Beruflichem Gymnasium für Gestaltung.

## Geschichte

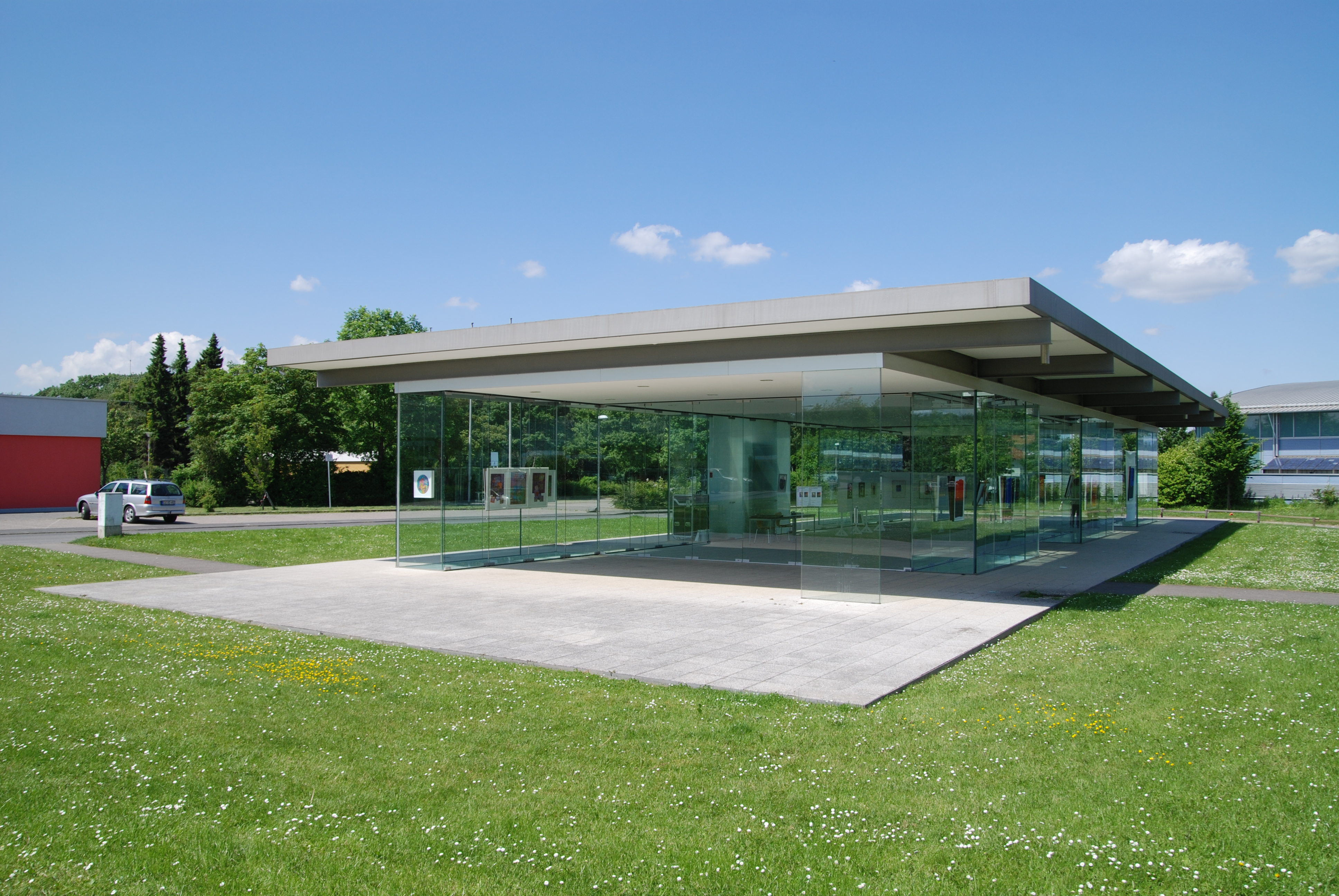
Das im Jahr 2000 eingeweihte Hans-Schmitz-Haus der Architekten Jörg Hieber und Jürgen Marquardt ist das jüngste Gebäude im Rheinbacher Glaszentrum

1869 war im damaligen Königreich Böhmen (heute Tschechien) die Glasfachschule in Haida (heute: Nový Bor) gegründet worden, die 1926 mit der bereits 1856 entstandenen Glasfachschule im ebenfalls böhmischen Steinschönau (Kamenický Šenov) zusammengelegt worden war. Beide Schulen waren wesentlich an der Entwicklung der böhmischen Glaskunst beteiligt.
Nach dem Zweiten Weltkrieg übersiedelten im Rahmen der Vertreibung der Sudetendeutschen aus der Tschechoslowakei viele Glasfacharbeiter und ein großer Teil des Lehrerkollegiums der Glasfachschule Steinschönau-Haida in die Gegend um Rheinbach, um die Tradition der Glasmacherkunst fortzusetzen. Das stark kriegszerstörte Rheinbach hatte beschlossen, die Glasindustrie als „schornsteinlose Industrie, die den Charakter der Stadt nicht stören sollte“, aufzubauen und siedelte ab 1947 systematisch Glasfachleute an.

### Gründung der Glasfachschule
Am 1. April 1948 wurde dann in Rheinbach unter dem Stadtdirektor Victor Römer und mit Unterstützung des Ministerpräsidenten Karl Arnold, dem Wirtschaftsministerium in Düsseldorf, der Industrie- und Handelskammer Bonn sowie der Handwerkskammer Köln die Staatliche Glasfachschule eröffnet. Sie kann als Nachfolgeschule oder Neugründung der Glasfachschule in Steinschönau angesehen werden. Damit begann Rheinbach, sich als „Stadt des Glases“ zu entwickeln.
Zum ersten Leiter der Schule wurde Alfred Dorn bestimmt, der bereits seit 1937 die Fachschule in Steinschönau geleitet hatte. Das ehemalige, im Krieg beschädigte Bürgermeisteramt Vor dem Voigtstor wurde von der Stadt als Schulgebäude zur Verfügung gestellt und instand gesetzt. Die Glasfachschule sollte zunächst als städtische Einrichtung geführt werden, wurde dann aber von der nordrhein-westfälischen Landesregierung als staatliche Einrichtung übernommen. Am 1. April 1948 begann der Schulbetrieb mit 30 Schülern. In den Folgejahren stellte sich die Schule auf Glasfachmessen in München, Hannover, Frankfurt und Düsseldorf sowie in Fachzeitschriften vor. Zu Beginn der 1950er Jahre war die Schule in der Branche anerkannt und entwickelte sich in den folgenden Jahren zu einer der führenden Spezialschulen für Glas und Keramik in Deutschland.
Nachdem die Schülerzahl stark angestiegen war, wurde ein größeres Schulgebäude notwendig. Im September 1964 nahm die Schule in einem Neubau an der Straße Zu den Fichten ihren Betrieb auf. Im Dezember 1996 wurde das Haus Rheinbach erbaut. Dieses Jugendwohnheim nimmt Schüler der Landesberufsschule im Berufskolleg für die Zeit des Berufsschulunterrichtes auf. Auf einer Fläche von 2327 Quadratmetern können bis zu 78 Schüler untergebracht werden.

### Gründung des Fördervereins
1953 wurde der Verein der Freunde und Förderer der Staatlichen Glasfachschule gegründet. Vereinsmitglieder sind überwiegend Fachleute der Glasindustrie, des Glaserhandwerks und der Keramikindustrie. Die Schule wird ideell, fachlich und materiell unterstützt. Der Verein betreibt das Internat für die Glasfachschüler.

### Projekt „Selbstständige Schule“
Von April 2002 bis August 2008 nahm das Kolleg als „Selbstständige Schule“ an einem gleichnamigen Projekt des Ministeriums für Schule, Wissenschaft und Forschung des Landes Nordrhein-Westfalen und der Bertelsmann Stiftung teil.

## Heute
Das Berufskolleg führt als älteste Abteilung die Berufsfachschule für Glastechnik und Glasgestaltung. Außerdem wird eine Berufsfachschule für Gestaltung (sowohl Grafik als auch Medien/Kommunikation), eine einjährige Berufsfachschule für Medien, eine Fachoberschule für Gestaltung, die FOS13 – Abiturklasse für Gestalter und die Landesberufsschule für Glas und Keramik angeboten. Darüber hinaus können Schüler ein Berufsgrundschuljahr absolvieren und in dem angegliederten Wohnheim wohnen. Rheinbach war das fünfte Berufskolleg im Rhein-Sieg-Kreis, das den Schulzweig des Beruflichen Gymnasiums und damit eine Doppelqualifikation (Allgemeine Hochschulreife sowie Abschluss als Gestaltungstechnischer Assistent) anbot.

## Bekannte Absolventen
- Stephan Brenn
- Udo Edelmann
- Moritz Hellfritzsch
- Carsten Kehrein
- Knut Wolfgang Maron
- Bernhard Müller-Feyen
- Paul Reding
- Georg Sternbacher
- Josef Welzel

## Bekannte Lehrer
- Udo Edelmann
- Konrad Schaefer